# Hemiculter krempfi
Hemiculter krempfi — вид риб родини Xenocyprididae. Раніше зараховувався до підродини Cultrinae родини коропових (Cyprinidae).

## Поширення
Ендемік В'єтнаму. Поширений у річці Кай в провінції Кханьхоа та річці Да Ранг в провінції Фуєн. Трапляється на ділянках річки з піщаним дном.